# Riserva naturale integrale Vallone Calagna sopra Tortorici
La Riserva naturale integrale Vallone Calagna sopra Tortorici è un'area naturale protetta istituita nel 2000 situata nel territorio di Tortorici, comune italiano della città metropolitana di Messina, in Sicilia.

## Storia
La riserva è stata istituita con decreto dell'assessorato regionale del territorio e dell'ambiente numero 364/44 del 26 luglio 2000.

## Flora
La riserva tutela una delle poche stazioni esistenti di Petagnaea gussonei, una pianta molto rara, endemica dei Monti Nebrodi, che cresce in vicinanza di sorgenti e ruscelli, nel sottobosco dei boschi di querce (Quercus pubescens) e noccioli (Corylus avellana).